# Tsundoku

Une pile de livres en japonais.

Le tsundoku (積ん読), ou « syndrome de la pile à lire », est le fait d’accumuler, sous forme de piles, des livres qui ne sont jamais lus,,.

## Présentation
Le terme vient de l'argot japonais de l'ère Meiji (1868-1912). Il s'agit d'un mot-valise, issu de 積んでおく (tsunde-oku, qui désigne les empilements de choses mises de côté pour une utilisation ultérieure) et de 読書 (dokusho, lecture). Il est également utilisé pour désigner les livres prêts à être lus alors qu'ils sont sur une étagère.
Tel qu'il est actuellement écrit, le mot combine donc les kanjis qui signifient accumuler (積) et lire (読).